# George Borrow
George Borrow (Dereham, 5 luglio 1803 – Oulton Broad, 26 luglio 1881) è stato uno scrittore inglese, noto soprattutto come autore di novelle incentrate sulla vita degli zingari.

## Biografia
Figlio dell'ufficiale Thomas Borrow (1758-1824), effettuò studi presso la Royal High School di Edimburgo e la
Norwich School, prima di iscriversi alla facoltà di legge.
Ben presto, però, le lingue e la letteratura si rivelarono i suoi veri interessi coltivati grazie anche alla conoscenza diretta di numerose etnie, come nel caso di un gruppo di zingari dai quali ebbe modo di imparare la loro lingua e la loro cultura.
Inoltre, a causa del mestiere del padre, dall'età di 12 anni si trasferì in Irlanda dove imparò il latino ed il greco e dal 1825, effettuò una serie di viaggi che lo portarono in Francia, in Germania, in Russia, in Portogallo, in Spagna e in Marocco.
Nel 1825 incominciò una collaborazione con un periodico, per il quale realizzò un'indagine sui principali processi e sui casi giudiziari più scottanti contemporanei.
Parallelamente a questa attività svolse il lavoro di traduttore, iniziando dal Fausts Leben di 
Klinger.
Dal 1832 collaborò con la Società Biblica per la diffusione delle Sacre Scritture in Europa: viaggiò in Russia per far conoscere la versione manciù del Nuovo Testamento.
Una volta rientrato in patria, dopo essersi sposato il 23 aprile 1840 con Mary Clark, dedicò il suo tempo alla compilazione delle esperienze raccolte durante i viaggi.
L'anno seguente pubblicò The Zincali, tramite il quale l'autore descrisse abitudini, tradizioni, canti e poemi degli zingari iberici, e criticò Cervantes per la conoscenza non diretta dei picaros.
Nel 1843 pubblicò The Bible in Spain ("La Bibbia in Spagna").
Le opere seguenti spaziarono dalle libere autobiografie presenti in Lavengro (1851) e Romany Rye (1857), al trattato Romano-Lavo-Lil (1874) dedicato alla lingua degli zingari.
Le sue opere non furono accolte positivamente dai suoi contemporanei, a causa delle critiche che Borrow formulò nei riguardi della società vittoriana e per l'anticonvenzionalità dei suoi scritti.

## Principali lavori
- The Zincali (1841)
- The Bible in Spain (1843)
- Lavengro (1851)
- The Romany Rye (1857)
- Wild Wales (1862)
- Romano Lavo-lil (1874)